# Rubiana
Rubiana là một đô thị ở tỉnh Torino trong vùng Piedmont, có vị trí cách khoảng 25 km về phía tây bắc của Torino, nước Ý. Tại thời điểm ngày 31 tháng 12 năm 2004, đô thị này có dân số 2.208 người và diện tích là 26,8 km².
Đô thị Rubiana có các frazioni (các đơn vị trực thuộc, chủ yếu là các làng) Mompellato and Favella.
Rubiana giáp các đô thị: Viù, Condove, Val della Torre, Caprie, Villar Dora, và Almese.